# A Soma de Todos os Medos
A Soma de Todos os Medos é um thriller escrito por Tom Clancy. Ele foi publicado originalmente em 1996, como parte da série de livros do Universo Jack Ryan. Ele é o quarto livro da série de livro "Jack Ryan" de Clancy a ser adaptado ao cinema.